# Xã Texas, Quận Wayne, Pennsylvania
Xã Texas (tiếng Anh: Texas Township) là một xã thuộc quận Wayne, tiểu bang Pennsylvania, Hoa Kỳ. Năm 2010, dân số của xã này là 2.569 người.